# Chi Cá râu
Chi Cá râu (danh pháp khoa học: Polymixia) là chi cá vây tia duy nhất còn loài chi sinh tồn trong họ Polymixiidae.
Các loài còn sinh tồn trong chi này sống ở vùng biển nhiệt đới và cận nhiệt đới Ấn Độ Dương, Đại Tây Dương và tây Thái Bình Dương. Đây là cá tầng đáy, có mặt ở độ sâu đến 800 m (2.600 ft). Đa số là cá nhỏ, song một loài đạt chiều dài 40 cm (16 in).
Chúng không có mấy tiềm năng kinh tế.

## Các loài
Chi Polymixia bao gồm các loài như sau:
- Polymixia berndti Gilbert, 1905
- Polymixia busakhini Kotlyar, 1993
- Polymixia fusca Kotthaus, 1970
- Polymixia japonica Günther, 1877
- Polymixia longispina Deng, Xiong & Zhan, 1983 [Polymixia kawadae Okamura & Ema, 1985]
- Polymixia lowei Günther, 1859
- Polymixia nobilis R. T. Lowe, 1836 [Nemobrama webbii Valenciennes, 1837; Dinemus venustus Poey, 1860; Polymixia nobilis virginica Nichols & Firth, 1936]
- †Polymixia polita Schwarzhans, 2012
- Polymixia salagomeziensis Kotlyar, 1991
- Polymixia sazonovi Kotlyar, 1992
- Polymixia yuri Kotlyar, 1982